# 阿济亚内
阿济亚内（法語：Azillanet，法語發音：[azijanɛ]）是法国埃罗省的一个市镇，属于贝济耶区。

## 地理
阿济亚内（43°19'27"N, 2°44'15"E）面积14.4 平方千米，位于法国奧克西塔尼大區埃罗省，该省份为法国南部沿海省份，南濒地中海，西南接奥德省，西北接塔恩省和阿韦龙省，东北与加尔省接壤。
与阿济亚内接壤的市镇（或旧市镇、城区）包括：艾涅、博福尔、塞斯拉斯、米内尔沃、奥隆扎克。

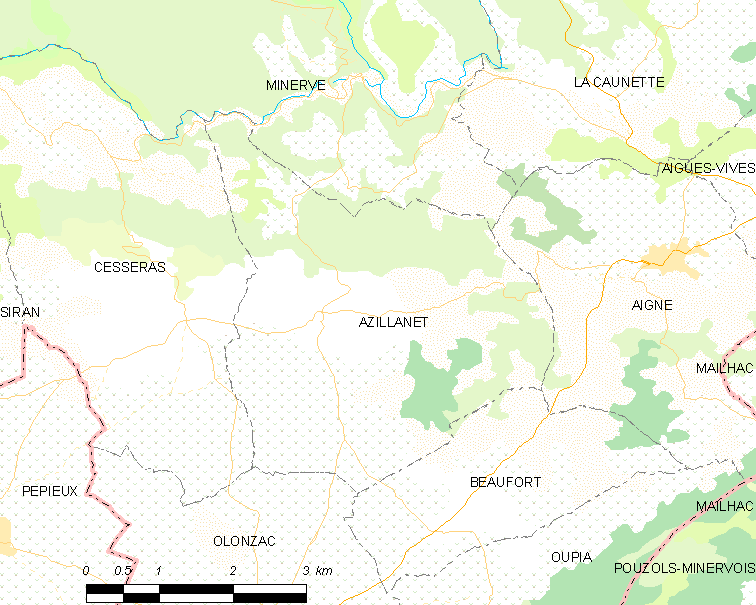
阿济亚内的OSM定位图

阿济亚内的时区为UTC+01:00、UTC+02:00（夏令时）。

## 行政
阿济亚内的邮政编码为34210，INSEE市镇编码为34020。

## 政治
阿济亚内所属的省级选区为圣庞斯德托米耶尔县。

## 人口

1962-2008年间阿济亚内人口变化图示

阿济亚内于2022年1月1日时的人口数量为353人。